# Artear
Arte Radiotelevisivo Argentino (Artear) es una empresa argentina perteneciente al Grupo Clarín dedicada a la producción y emisión de diversos canales de televisión tanto como El Trece en su señal principal de televisión abierta como de cable. Su centro de producción de contenidos, inaugurado en 2017, se convirtió en el más avanzado del país tanto en dimensiones como en tecnología.

## Historia
La empresa Artear fue fundada en 1989, para participar del proceso de licitación de los canales 11 y 13 de Buenos Aires (hasta ese momento propiedad del Estado Nacional); el 22 de diciembre de 1989, se adjudicó la licencia de LS 85 TV Canal 13, de la cual es propietaria hasta la actualidad.
Junto con la licencia LS 85 TV la empresa Artear adquirió todos los bienes y se hizo cargo del personal que hasta el momento pertenecían a la empresa Proartel S.A. (Producciones Argentinas de Televisión), antigua compañía de Goar Mestre y asociados, operadora de Canal 13, la cual había sido estatizada en el año 1973 y fue liquidada por el Estado Nacional en 1989 junto a la privatización de la licencia.
Entre los bienes de Proartel se encuentra el inmueble de la calle Cochabamba 1153, en el barrio porteño de Constitución, donde actualmente tiene su sede Artear y donde se encuentran los estudios desde donde emite la mayoría de las señales de TV de la cual es operadora. Según lo publicado en el diario Tiempo Argentino este predio sobre Cochabamba y con entrada también por la calle Lima 1261 es propiedad aún hoy del Estado Nacional Argentino. Este predio fue entregado a Artear en 1989 por el Estado en comodato por cinco años con opción de compra. En 1994 Artear comunicó al Estado su voluntad de conocer el valor del inmueble, pero la empresa consideró el precio muy alto e impugnó la tasación realizada por los organismos oficiales, esta operación se repitió varias veces, la empresa pedía una valuación del predio para luego rechazarla. El comodato con opción de compra venció el 12 de enero de 1995, pero por una resolución de la Secretaría de Medios de la Nación, Artear cuenta con el beneficio de usar gratuitamente el predio valuado el 16 de septiembre de 2009 en más de 14 millones de pesos. El exfuncionario del gobierno de Carlos Menem, Guillermo Seita, estableció una prórroga del comodato “hasta que culmine el trámite de opción”, lo que implica que hasta que el Estado llegue a un acuerdo con Artear, la empresa seguiría ocupando y utilizando el inmueble gratuitamente.
La empresa Artear desmiente lo publicado por el diario Tiempo Argentino y sostiene que el predio donde se encuentra la empresa ha sido adquirido mediante la opción de compra que estableció el decreto de adjudicación del canal y que los terrenos se encuentran escriturados al nombre de Artear.
El 14 de diciembre de 1998, Artear y Radio Televisión Río Negro (operadora del Canal 10 de General Roca acordaron formar una Unión Transitoria de Empresas (llamada «Radio Televisión Río Negro Sociedad del Estado LU 92 Canal 10 - Unión Transitoria de Empresas» y controlada por Artear en 85%) para operar la emisora roquense y sus entonces 21 repetidoras desde el 1 de enero de 1999 y por un plazo de (como mínimo) 10 años. Como parte del acuerdo, la licencia del canal seguiría en manos del Estado Provincial. El 29 de diciembre de 1998, la Legislatura de la Provincia de Río Negro ratificó el acuerdo mediante la sanción de la Ley 3276 (promulgada el 14 de enero de 1999). La UTE asumió las operaciones del canal el 10 de marzo de 1999.
El 25 de febrero del 2000, la empresa adquirió el 50,185% de las acciones de Telecor S.A., titular del Canal 12 de Córdoba, que pertenecían a Sociedad Argentina de Medios S.A. y a José María Buccafusca; además, el 16 de marzo de ese año, también adquirió un 35% del paquete accionario de la empresa cordobesa que le pertenecían a Aron Braver y Francisco Quiñonero. Por último, el 11 de noviembre, Artear adquirió Teledifusora Bahiense (titular del Canal 7 de Bahía Blanca) mediante la compra del porcentaje que pertenecía a Carlos D'Amico y la adquisición del paquete accionario de Imagen del Trabajo S.A. (absorbida por Artear el 9 de octubre de 2003). Ambas transacciones fueron aprobadas el 5 de abril de 2016 por el Ente Nacional de Comunicaciones.
El 4 de julio de 2007, Artear adquirió Bariloche TV S.A. (licenciataria del Canal 6 y Radio Seis en San Carlos de Bariloche) por aproximadamente US$ 1.1 millones. Un día después, Artear cedió el 0,1% de las acciones de la sociedad a GC Minor (otra subsidiaria de Clarín). La transferencia de las acciones de Bariloche TV a Artear y a GC Minor fue aprobada el 5 de abril de 2016, casi 9 años después. Por su parte, el mismo 4 de julio de 2007, Teledifusora Bahiense adquirió FM del Lago (también de Bariloche), que pertenecía en ese entonces a Jorge Frettes; sin embargo, el 17 de diciembre del mismo año, dicha emisora pasó a manos de Radio Mitre.
En noviembre de 2008, se dio a conocer que el Gobierno de Río Negro no iba a renovar el contrato de gerenciamiento con Artear del Canal 10 de General Roca; y anunció que dicha emisora volvería a ser controlada por la provincia. El contrato de gerenciamiento finalizó el 10 de marzo de 2009, sin embargo Artear retuvo el manejo comercial del canal a nivel nacional.
En 2009, se suscitaron interferencias que afectaron a El Trece Satelital, Todo Noticias y Radio Mitre, entre otras señales de cable de Artear. Ocurrieron el 24, 25, y 26 de marzo y el 5 y 6 de mayo. La causa fue: "problemas de interferencias intermitentes generadas de forma no intencional por el mal funcionamiento de un Amplificador de Alta Potencia operado por otro respetable cliente de muchos años de Intelsat que utiliza el satélite IS-3R, fuera del territorio de la República Argentina".
En 2011, según una publicación del sitio Noticias Urbanas, los vecinos del barrio de Constitución denunciaron que la empresa Artear ocupa desde 2009 sin autorización un terreno que se encuentra frente a su sede y es propiedad del Gobierno de la Ciudad de Buenos Aires. El terreno fue anexionado como un segundo estacionamiento privado y es un solar que se encuentra sobre la calle Lima debajo del nudo de autopistas ubicado en la Avenida 9 de Julio. Después de las denuncias en junio de 2011 Artear y la Ciudad habrían firmado un convenio para legalizar la ocupación.
El 31 de enero de 2016, durante el mediodía, ocurrió un incendio en el edificio de Artear, ubicado en Constitución, donde se encuentran las señales. El mismo obligó a la evacuación total de todas las oficinas de Artear, por lo que alrededor de las 13:35 h., El Trece y TN y los demás canales de la empresa Quiero música en mi idioma, Magazine y Volver, salieron del aire, incluso tras estar emitiendo en vivo. Según se informó, no hubo heridos de gravedad, y el origen del incendio se dio en un cuarto de utilería, que habría afectado algunos estudios y oficinas dentro del edificio. El canal volvió al aire a las 16:14, con la transmisión desde la ciudad costera de Mar del Plata del programa de Almorzando con Mirtha Legrand, que había sido interrumpido en vivo. Sin embargo, a los pocos minutos, la señal se volvió a caer, restableciéndose más tarde. En cuanto a TN, la señal volvió al aire pasadas las 16:30 h, en una transmisión de emergencia desde las afueras del edificio, así también como el mensaje que la ministra de Seguridad nacional Patricia Bullrich dio en el lugar del siniestro.
El 1 de enero de 2020, este grupo de medios se integró a la Alianza Informativa Latinoamericana en donde sus canales de televisión serían: Canal 13 y Todo Noticias.
El 22 de julio de 2021, el Grupo Clarín vendió el 99% de las acciones de Bariloche TV y sus medios de comunicación (Canal 6, Radio Seis y tres portales de noticias) a Televisión Litoral S.A., dueña del Canal 3 de Rosario, y el 1% a Margarita Scaglione por un monto total de US$ 600.000.

## Medios de comunicación

### Canales de televisión abierta
Notas:
- 1 Artear es accionista de la licenciataria (Telecor S.A.C.I.) en un 85,185%, siendo Francisco Quiñonero el dueño del restante porcentaje del paquete accionario.

### Emisoras anteriores operadas

#### Radio
| Emisora                    | Temática               | Área de cobertura                    | Notas |
| -------------------------- | ---------------------- | ------------------------------------ | --- |
| Todo Noticias              | Noticias               | Argentina e Internacional            | |
| Canal 13 Satelital         | Generalista            | Nacional                             | Señal diferenciada de eltrece que se emite únicamente hacia el interior del país, por los cableoperadores de los pueblos y ciudades. Está sujeta a derechos de transmisión. |
| El Trece Internacional     | Generalista            | América y España (excepto Argentina) | Sujeta a disponibilidad técnica y geográfica y derechos de transmisión. |
| Ciudad Magazine            | Variedades             | Nacional                             | |
| Metro                      | Variedades             | Nacional                             | Señal producida por Artear. |
| Volver                     | Cine y series clásicas | Nacional                             | |
| Quiero música en mi idioma | Música                 | Argentina y América                  | |
| Canal (á)                  | Cultural               | Nacional                             | Disponible en Flow y DirecTV HD |
| América Sports             | Deportivo              | Nacional                             | |
| El Garage TV               | Motor                  | América y España                     | |
| Canal Rural                | Agricultura            | Argentina y América                  | |
| TyC Sports                 | Deportivo              | Nacional                             | |

#### Televisión
Notas:
- 1 Emisora propiedad del Estado de la Provincia de Río Negro, Artear operó la licencia a través de una Unión Transitoria de Empresas (controlada por la empresa en un 85%) mediante un acuerdo de gerenciamiento con la estatal Radio Televisión Río Negro.[6][7]

## Logotipos
- 1994-2008
- Desde 2008

## Productoras
- Pol-Ka Producciones: Productora de contenidos televisivos fundada por Fernando Blanco y Adrián Suar. Se especializa en ficción. Actualmente Artear es dueña del 55 %.[27]
- Patagonik Film Group: Productora de contenidos cinematográficos. Artear posee el 33 %.[28]